# Баралети (церковь)
Церковь Баралети в честь Богородицы (груз. ბარალეთის ღვთისმშობლის სახელობის ეკლესია) — средневековая православная церковь в Грузии. Находится в селе Баралети Ахалкалакского муниципалитета края (мхаре) Самцхе-Джавахети. Церковь расположена в самом центре армяно-грузинского села, в исторической провинции Джавахетия. Это двухнефная базилика с сохранившейся надписью XIII века на грузинском языке. В 2007 году она была включена в список недвижимых культурных памятников национального значения Грузии.

## Архитектура
Церковь Баралети была построена около 1213 года, как следует из каменной надписи на восточном фасаде, выполненной средневековым грузинским шрифтом асомтаврули. Надпись датирует сооружение «временем, когда Лаша восседал [на троне] как царь», — имеется ввиду царь Грузии Георгий IV Лаша. Тем не менее, надпись может фактически указывать на реконструкцию, поскольку план церкви можно отнести к более раннему периоду, в частности, к XI веку.
Церковь представляет собой двухнефную базилику, построенную из обтёсанных каменных блоков. Крыша покрыта каменной черепицей. Вход с южной стороны. В каждом из фасадов прорезано по одному окну. Стены завершаются карнизами. Центральный, северный неф заканчивается полукруглой апсидой, окружённой пилястрами и арками. Южный неф ниже и уже, с полукруглой апсидой меньшего размера. В западном углу церкви в XIX веке была выстроена колокольня. Экстерьер почти не имеет декора, только повреждённый в настоящее время рельеф, замурованный в южной стене центрального нефа, на котором изображён Даниил в львином рве, и текст XIII века на восточном фасаде.

## Церковное кладбище
Вокруг церкви имеется несколько надгробий. Эпитафия на одном из них посвящена грузинскому священнику Петру Хмаладзе (1775—1856); она упоминает его вклад в защиту христианства в области, которая была под властью Османской империи до перехода к контроль Российской империи в 1829 году. Хмаладзе был канонизирован Грузинской православной церковью в 2015 году.